# 加藤嘉
加藤 嘉（かとう よし、1913年〈大正2年〉1月12日 - 1988年〈昭和63年〉3月1日）は、日本の俳優。本名は同じ漢字表記で、読みは「かとう ただし」。音読みでは「かとう か」と呼ばれる。
東京市芝区新堀町（現在の東京都港区芝）出身。慶應義塾高等部（旧制慶應義塾大学の大学専門部）中退。新倉事務所に所属していた。
4度結婚しており、前妻は山田五十鈴、後妻は女優の中村雅子（詳しくは後述）。
名前に関しては通称として「かとう よし」とも呼ばれていた（これも後述）。

## 来歴・人物
祖父は材木商をしていたが、父は無職で、不動産収入で生活していた。母・長子との長男として誕生（妹が1人いたが、早くに亡くなっている）。
鎌倉師範付属小学校から慶應義塾商工学校に入り、専門部の慶應義塾高等部に進む。在学中、先輩の徳大寺伸が主宰するアマチュア劇団に誘われ、公演に助っ人として参加。当時は俳優になるつもりはなく、山岳部の活動をしながら学生生活を送っていたが、ラグビー部員に刀の鍔で殴られて失明状態になり、僅か1年で高等部を中退している。目は半年後に回復し、その後は素人劇団に出演していた。

### 本格的に俳優の道へ
1934年（昭和9年）1月、東京宝塚劇場の専属俳優募集の広告を見て俳優を志し、既成俳優を含む1300人の応募者から男16人、女9人の合格者の中に選ばれる。合格者の中には谷幹一、森野鍛冶哉、伏見信子、伊藤雄之助らもいた。しかし、大部屋生活に不満を持ち、それまで関心のなかった新劇を見るようになる。反戦劇に共鳴し、西欧近代劇や社会主義の本を片端から読みあさっていた。
1936年（昭和11年）、新築地劇団付属研究所に入所、同期に殿山泰司、千秋実、多々良純らがいる。同劇団での初舞台となった水谷八重子主演の『女人哀詞』で茶店の親爺役を演じ、23歳にして早くも老け役を演じている。翌1937年（昭和12年）4月、研究所を卒業して正式に座員となり、『桜の園』『土』『どん底』などの作品に出演して頭角を現す。
1940年（昭和15年）、新劇弾圧により薄田研二、本庄克二ら多くの劇団員が検挙され、加藤も築地署に1週間ほど留置され、劇団は解散させられた。翌1941年（昭和16年）、南旺映画製作の『流旅の人々』で映画に初出演する。同年5月、井上演劇道場・水谷八重子一座合同劇に水谷の相手役として出演。1942年（昭和17年）には明治座にも出演し、やがて井上正夫主宰の井上演劇道場に入るが、1943年（昭和18年）に応召。横須賀海兵団に入隊し、海軍経理学校の警衛分隊に勤務するうちに終戦を迎える。
1946年（昭和21年）、道場を解散して第2次新協劇団に参加した井上に従って同劇団に入るが、1947年（昭和22年）に東京芸術劇場公演『林檎園日記』にフリーの立場で出演した。これを機に、同年7月28日に滝沢修、宇野重吉らが結成した民衆芸術劇場（第一次民藝）に参加し、旗揚げ公演の『破戒』に出演。1950年（昭和25年）には劇団民藝（第二次民藝）創立に参加し、『その妹』等に出演するが、翌1951年（昭和26年）に民藝を退団。以降は活躍の場を映画に移したが、1965年（昭和40年）には文学座に入り、『女の一生』『五稜郭血書』などの舞台に立った。

### 映画界での活躍
戦後の映画初出演作は吉村公三郎監督の『わが生涯のかがやける日』。1950年代は山本薩夫監督の『真空地帯』などの独立プロ映画に出演し、やがて東映専属となった。
1957年の映画「米」では半身不随の老人役を演じたが、今井正監督の度重なるダメ出しに苦悩したことから、役作りのため前歯を全部抜いて撮影に挑んだ。
出演した映画の中でも1974年の映画『砂の器』は、ハンセン病を患う和賀英良の父親役を、回想シーンおよび物語終焉シーンにて生死の狭間と父親の深くも悲しい愛を演じた。鬼気迫る演技を見せ、代表作の1つとされた。
1983年の映画『ふるさと』では妻を亡くした痴呆気味の老人役を好演し、モスクワ国際映画祭最優秀主演男優賞を受賞。
今井正、山本薩夫、内田吐夢、今村昌平、野村芳太郎ら多くの巨匠監督に重用されており、出演映画総数は360本以上。
1988年2月29日午後11時40分、自宅の寝室で倒れ、救急車で井上病院に運ばれたが、日付が変わって間もない3月1日午前0時3分に脳卒中により死去、75歳没。墓所は多磨霊園。

## エピソード

### 役者として
病人のように痩せこけた顔、骨ばった身体、ギラリと光る黒目の大きな瞳が特徴。本人は生前、演じる際には極度のあがり症だったことを、ドラマで息子役で共演した児玉清に告白している。
映画では老け役を多く担当し、媒体によっては「“老け役”として様々な作品で強烈なアクセントの役割を果たしてきた」、「好々爺よりも理不尽な物語を背負う役でこそ真価が発揮された」などと評されている。
映画評論家の樋口尚文は、加藤を以下のように評している。「加藤さんは、日本人特有の脆さを体現した俳優だと思います。だからこそ脇役で短い出演シーンでも、我々の琴線に触れ、目に焼き付いてしまうのです」。
加藤と親交のあった作家・水上勉は、加藤を以下のように評している。「痩せこけて骨太で神経質で頑固である。豊満な孟宗竹の切り口のように艷やかではないが、黒竹のように加藤嘉は締まっている」。
中村雅子との結婚生活の話として、娘・千代は以下のように回想している。「父の役者の仕事がない時は家の雰囲気も朗らかでしたが、父は常に役柄と同居して生きているような人でした。台詞が上手く頭に入らないと、父はよく家具に八つ当たりしていました。そのため父が居間で台本を覚える間は、私と母はできるだけ物音を立てないよう細心の注意を払って生活していました」。

### 4度の結婚
1度目は1933年に新橋の芸者見習いと上海へ駆け落ちして結婚し、女子をもうけたがその後離婚。ある女優と2度目の結婚をして男子と女子をもうけたが離婚。1950年（昭和25年）に当時の大スター女優・山田五十鈴と3度目の結婚をし、1952年（昭和27年）に夫婦で現代俳優協会を結成したが、3年で離婚した。
1958年（昭和33年）に映画『米』で親子役として共演した東映の新進女優・中村雅子と4度目となる結婚をし、後に女優となる加藤千代をもうけた。また、これ以外にも様々な女優との恋の噂があり、マスコミからは「ドン・ファン」と評され、叩かれたこともある。妻の中村は、後年の著書『トランクいっぱいの恋文』で、恋多き加藤について「ヨシ（加藤）が惚れっぽいことは確かだが、それは彼が少年のようにいつも純粋な情熱（を持っていたから）なのだ」と回想している。
中村とは22歳差ということでマスコミに騒がれ、お互いの親族から大反対されたが、それらを乗り越えての結婚だった。新婚早々加藤の京都での仕事が偶然続いたため、しばらくの間“別居婚”状態になったが、夫婦はラブレターでやり取りを続けた。

## 受賞歴
- 1983年：第13回モスクワ国際映画祭 最優秀主演男優賞『ふるさと』
- 1983年：第38回毎日映画コンクール 演技特別賞『ふるさと』
- 1983年：第7回日本アカデミー賞 優秀主演男優賞

## 出演

### 映画
太字の題名はキネマ旬報ベスト・テンにランクインした作品
- わが生涯のかがやける日（1948年、松竹） - 森山泰次郎
- 破戒（1948年、松竹） - 郡視学
- 影法師 寛永坂の決闘（1949年、松竹） - 日向一角
- 続・影法師 龍虎相搏つ（1950年、松竹） - 日向一角
- 赤城から来た男（1950年、大映） - 繁太郎
- 殺陣師段平（1950年、東横映画） - 引抜きの男
- エデンの海 （1950年、松竹） - 教頭
- 風にそよぐ葦（1951年、東横映画） - 岩本中尉
- 鞍馬天狗 角兵衛獅子（1951年、松竹） - 隼の長七
- 旗本退屈男 唐人街の鬼（1951年、東映） - 曾我内記
- 吃七捕物帖一番手柄（1951年、松竹） - 紀国屋彦左衛門
- 遊民街の夜襲（1952年、東映） - 荒牧警部
- 母なれば女なれば（1952年、キヌタプロ） - 校長
- 満月三十石船（1952年、東映） - 奉公
- 真空地帯（1952年、新星映画） - 林中尉
- 箱根風雲録（1952年、新星映画）
- ひめゆりの塔（1953年、東映） - 佐々木軍医長
- 加賀騒動（1953年、東映） - 奥村長左衛門
- 女ひとり大地を行く（1953年、キヌタプロ）
- 雲ながるる果てに（1953年、重宗プロ） - 金子司令
- ひろしま（1953年、日教組） - 遠藤秀雄
- 赤い自転車（1953年、第一映画） - 矢島貯金課長
- 唐人お吉（1954年、青俳クラブ） - 岡田備後守
- 日の果て（1954年、八木プロ） - 部隊長
- ともしび（1954年、キヌタプロ） - 校長
- どぶ（1954年、近代映画協会） - 博士
- 太陽のない街（1954年、新星映画） - 石塚
- 悪の愉しさ（1954年、東映）- 取調官
- 若い人たち（1954年、全国銀行従業員組合連合会） - 刑事
- 億万長者（1954年、青俳クラブ） - 伝三平太
- 多羅尾伴内シリーズ（東映）
  - 隼の魔王（1955年） - 宇田川主任警部
  - 復讐の七仮面（1955年） - 執事高木
  - 多羅尾伴内 戦慄の七仮面（1956年） - 奈川圭吉
  - 多羅尾伴内 七つの顔の男だぜ（1960年） - 木原巡査
- 人間魚雷回天（1955年、新東宝） - 石丸中尉
- 姉妹（1955年、独立映画） - 徳次
- 由起子（1955年、中央映画） - 上野山彦造
- 暴力街（1955年、東映） - 五味
- 赤穂浪士 天の巻・地の巻（1956年、東映） - 小野寺十内
- 電光空手打ち（1956年、東映） - 湖城空典
- 鍔鳴浪人（1956年、東映） - 白牙仙人
- 真昼の暗黒（1956年、現代ぷろ） - 大島司法主任
- 逆襲獄門砦（1956年、東映） - 乾文五郎
- にっぽんGメン 特別武装班出動（1956年、東映） - 偽札団金山
- 夕日と拳銃 日本篇 大陸篇（1956年、東映） - 祖父時宗
- こぶしの花の咲くころ（1956年、松竹） - 税務署員
- 警視庁物語シリーズ（東映）
  - 警視庁物語 追跡七十三時間 （1956年） - 坂田五郎
  - 警視庁物語 夜の野獣（1957年） - 捜査第三課の本部長刑事
  - 警視庁物語 七人の追跡者（1958年） - 貴金属商のマスター
  - 警視庁物語 顔のない女（1959年） - 歯科医
  - 警視庁物語 深夜便一三〇列車（1960年） - 準捜査本部の捜査主任
  - 警視庁物語 行方不明（1964年） - 川原技術部長
- 台風騒動記（1956年、山本プロ） - 汐見校長
- 若さま侍捕物帖シリーズ（東映）
  - 若さま侍捕物帖 鮮血の晴着（1957年） - 榎本織之進
  - 若さま侍捕物帖 深夜の死美人（1957年） - 棟領政五郎
- 米（1957年、東映） - 安田竹造
- 続二等兵物語 決戦体制の巻（1957年、松竹） - 渋川大尉
- 少年探偵団シリーズ（東映） - 怪人二十面相
  - 少年探偵団 かぶと虫の妖奇（1957年）
  - 少年探偵団 鉄塔の怪人（1957年）
- 二宮尊徳の少年時代（1957年、東映教育） - 甚左衛門
- ゆうれい船（1957年、東映） - 庵原玄斉
- 爆音と大地（1957年、東映） - 矢田
- 純愛物語（1957年、東映） - 鈴木教官
- どたんば（1957年、東映） - 須永
- 江戸の花笠（1958年、東映） - 馬場陣内
- 夜の鼓（1958年、現代ぷろ） - 間瀬平馬
- 点と線（1958年、東映） - 鳥飼重太郎
- 森と湖のまつり（1958年、東映） - 杉田
- 千羽鶴（1958年、共同映画） - 田坂校長
- 忠臣蔵 櫻花の巻・菊花の巻（1959年、東映） - 荘田下総守
- 特ダネ三十時間シリーズ（東映）
  - 特ダネ三十時間 深夜の挑戦（1959年） - 若杉警部
  - 特ダネ三十時間 拾った牝豹（1959年） - 佐野警部補
- 月光仮面 怪獣コング（1959年、東映） - 国際暗殺団首領
- 伊達騒動 風雲六十二万石（1959年、東映） - 板倉内膳正
- 空港の魔女（1959年、東映）　- 宮内刑事[14]
- 続べらんめえ芸者（1960年、東映） - 重松
- 大いなる旅路（1960年、東映） - 佐久間太吉
- 弾丸大将（1960年、東映） - 蟹沢
- 血は渇いてる（1960年、松竹） - 東洋毛織重役
- 笛吹川（1960年、松竹） - お爺
- 松川事件（1961年、松川事件劇映画製作委員会） - 藤木裁判長
- あれが港の灯だ（1961年、東映） - 矢坂
- ゼロの焦点（1961年、松竹） - 室田儀作
- アマゾン無宿 世紀の大魔王（1961年、ニュー東映） - 水原警部
- 次郎長社長と石松社員（1961年、ニュー東映） - 室谷
- ファンキーハットの快男児シリーズ
  - ファンキーハットの快男児（1961年、ニュー東映） - 木暮
  - ファンキーハットの快男児 二千万円の腕（1961年、東映） - 老刑事
- 背徳のメス（1961年、松竹） - 林院長
- 永遠の人（1961年、松竹） - 草二郎
- 飼育（1961年、大宝） - 小久保余一
- 天草四郎時貞（1962年、東映） - 善右衛門の祖父
- 破戒（1962年、大映） - 丑松の叔父
- 恋や恋なすな恋（1962年、東映） - 庄司
- 山河あり (1962年、松竹)
- 青葉城の鬼（1962年、大映） - 伊達安芸
- こまどり姉妹 おけさ渡り鳥（1962年、東映） - 佃老巡査
- 乳房を抱く娘たち（1962年、大映） - 万吉
- ギャング対Gメン（1962年、東映） - 尾形刑事
- お吟さま（1962年、にんじんくらぶ）
- 忍びの者（1962年、大映） - 葉蔵
- 裏切者は地獄だぜ（1962年、東映） - A町警察署長
- 雪之丞変化（1963年、大映） - 奥役
- 風の視線（1963年、松竹） - R紙部長
- 人生劇場 飛車角（1963年、東映） - 小金
- 下町の太陽（1963年、松竹） - 毛利道男の父
- 拝啓天皇陛下様シリーズ（松竹）
  - 拝啓天皇陛下様（1963年） - 堀江中隊長
  - 続・拝啓天皇陛下様（1964年） - 刑事
- 武士道残酷物語（1963年、東映） - 堀高啓
- 陸軍残虐物語（1963年、東映） - 犬丸清作
- 死闘の伝説（1963年、松竹） - 清水信太郎
- 海軍（1963年、東映） - 隆夫の父
- 競輪上人行状記（1963年、日活） - 伴玄海
- おかしな奴（1963年、東映） - 高水為吉
- 男の紋章シリーズ（日活）
  - 続男の紋章（1963年） - 加賀爪
  - 男の紋章 喧嘩街道（1965年） - 和泉田の治五郎
- 眠狂四郎勝負（1964年、大映） - 朝比奈伊織
- 獣の戯れ（1964年、大映） - 木部教誨師
- 鮫（1964年、東映） - 鋳物師
- 赤い殺意（1964年、日活） - 高橋清三
- 博徒シリーズ（東映）
  - 博徒（1964年） - 浜村信吾
  - 博徒対テキ屋（1964年） - 国分辰之助
- 傷だらけの山河（1964年、大映）
- 海抜0米（1964年）
- 座頭市血笑旅（1964年、大映） - 和尚了海
- 帝銀事件 死刑囚（1964年、日活） - 真犯人の声
- 仇討（1964年、東映） - 丹羽伝兵衛
- 五瓣の椿（1964年、松竹） - むさし屋喜兵衛
- 飢餓海峡（1965年、東映） - 杉戸八重の父
- 投げたダイスが明日を呼ぶ（1965年、日活） - 平次郎
- 徳川家康（1965年、東映） - 水野忠政
- にっぽん泥棒物語（1965年、東映） - 藤本弁護士
- 証人の椅子（1965年、大映） - 岡本人権擁護課長
- 日本列島（1965年、日活） - 刑事部長
- 白い巨塔（1966年、大映） - 大河内清作
- 女は復讐する（1966年、松竹）
- 大殺陣 雄呂血（1966年、大映）
- 智恵子抄（1967年、松竹） - 長沼宗吉
- 人妻椿（1967年、松竹） - 小板橋大助
- 昭和残侠伝シリーズ（東映）
  - 昭和残侠伝 血染めの唐獅子（1967年） - 鳶政
  - 昭和残侠伝 死んで貰います（1970年） - 花田清吉
- 女賭博師シリーズ（大映）
  - 女賭博師（1967年） - 絵森源造
  - 女賭博荒し（1967年） - 辰吉
- 若親分兇状旅（1967年、大映） - 宗念
- 記録なき青春 (1968年)
- 神々の深き欲望（1968年、日活） - 竜立元
- ㊙女子大生 妊娠中絶（1969年、東映） – 茂太郎
- でっかいでっかい野郎（1969年、松竹） - 権太郎社長
- 心中天網島（1969年、ATG） - 五左衛門
- 秘剣破り（1969年、大映） - 堀部安兵衛
- 日本暴力団 組長（1969年、東映） - 神山八十吉
- 広域暴力 流血の縄張（1969年、日活） - 大野木光次郎
- 明治大正昭和 猟奇女犯罪史（1969年、東映） - 小宮
- いそぎんちゃく（1969年、大映）
- 鉄火場慕情 (1970年、日活)
- 関東テキヤ一家 喧嘩仁義（1970年、東映） - 倉成徳次郎
- 橋のない川 第二部（1970年、ほるぷ映画） - 安井徳三郎
- 怪談昇り竜（1970年、日活） - 三井丈太郎
- 暁の挑戦 (1971年、新国劇、フジテレビ)
- 内海の輪（1971年、松竹） - 江村修造
- 花も実もある為五郎（1971年、松竹） - 刑事
- 婉という女（1971年、ほるぷ映画） - 井口九郎兵衛
- 逆縁三つ盃 (1971年、日活)
- ごろつき無宿（1971年、東映） - 武田勇の父
- 沈黙 SILENCE（1971年、表現社） - 老人
- 子連れ狼シリーズ（東宝）
  - 子連れ狼 子を貸し腕貸しつかまつる （1972年） - 戸波弾正
  - 子連れ狼 冥府魔道 （1973年） - 黒田斉隆
- あゝ声なき友（1972年、松竹） - 西野入国臣
- 海軍特別年少兵（1972年、東宝） - 老和尚
- 影狩り ほえろ大砲（1972年、石原プロ・東宝） - 芝辻道斉
- 無宿人御子神の丈吉 川風に過去は流れた（1972年、東宝） - 流山の吾助
- 股旅（1973年、ATG） - 又作
- 桜の代紋（1973年、東宝） - 老父
- 仁義なき戦い 広島死闘篇（1973年、東映） - 大友連合会々長・大友長次
- さえてるやつら（1973年、東宝） - 日本史の先生
- 宮本武蔵（1973年、松竹） - 長岡佐渡
- 戦争と人間 完結篇（1973年、日活） - 雨宮公一郎
- しなの川（1973年、松竹） - 亀田刑事
- 華麗なる一族（1974年、芸苑社） - 銭高阪神特殊鋼専務
- 卑弥呼（1974年、ATG） - オオキミ
- 鍵（1974年、日活） - 相馬博士
- 野獣死すべし 復讐のメカニック（1974年、東宝） - 金松竜之介
- 砂の器（1974年、松竹） - 本浦千代吉
- バージンブルース（1974年、日活） - ちあきの父
- 告訴せず（1975年、東宝映画） - 大場老人
- 大脱獄（1975年、東映） - 風見寅吉
- 桜の森の満開の下（1975年、東宝） - 老人
- 金環蝕（1975年、大映映画） - 滝井検事総長
- 動脈列島（1975年、東京映画） - 新幹線訴訟団々長
- アフリカの鳥（1975年、日活） - 徹の祖父
- 必殺女拳士（1976年、東映） - 覚禅
- 太陽は泣かない（1976年） - 田島博士
- 不毛地帯（1976年、芸苑社） - 原田空幕長
- 八甲田山（1977年、東宝） - 作右衛門
- 八つ墓村（1977年、松竹） - 井川丑松
- はなれ瞽女おりん（1977年、表現社） - 伊助
- トラック野郎・男一匹桃次郎（1977年、東映） - 小早川助左衛門
- 鬼畜（1978年、松竹） - 医師
- 赤穂城断絶（1978年、東映） - 堀部弥兵衛
- 水戸黄門（1978年、東映） - 太兵衛
- 俺は上野のプレスリー（1978年、松竹） - 柳田
- 子育てごっこ（1979年、五月舎） - 星沢卓見
- 悪魔が来りて笛を吹く（1979年、東映） - 慈道
- 復讐するは我にあり（1979年、松竹） - 河島弁護士
- もっとしなやかに もっとしたたかに（1979年、にっかつ） - 高木国男
- 地獄（1979年、東映） - 山尾治一
- 闇の狩人（1979年、松竹） - 笹尾善左衛門
- 五番町夕霧楼（1980年、松竹） - 櫟田承源
- 青葉学園物語（1981年、日活児童映画） - うどん屋のおじいさん
- えきすとら（1982年、松竹） - 藤本監督
- 凶弾（1982年、松竹）- 荒木正作
- ふるさと（1983年、松竹富士） - 伝三
- 海燕ジョーの奇跡（1984年、松竹富士） - 亀千代
- 想いでのアン（1984年、共同映画） - 西野
- ねずみ小僧怪盗伝（1984年、松竹） - むっつり右門
- タンポポ （1985年、伊丹プロ） - センセイ
- 春駒のうた（1986年、共同映画） - 白井荘八郎
- 蕾の眺め（1986年、にっかつ） - ミナモト老人
- ハチ公物語（1987年、松竹富士） - 近藤梅蔵
- 日本殉情伝 おかしなふたり ものくるほしきひとびとの群（1988年、アートリンクス） - 金山
- 木村家の人びと（1988年、ヘラルド・エース） - 時次郎

### テレビドラマ
- 東芝日曜劇場（KR→TBS）
  - 第67回「笛のとが」（1958年）
  - 第79回「女の幸福」（1958年）
  - 第198回「都甲太兵衛」（1960年）
  - 第213回「夫婦まつり」（1960年）
  - 第269回「雪折れ」（1962年）
  - 第287回「夜の花火」（1962年）
  - 第358回「燃ゆる限り」（1963年）
  - 第392回「日々の微笑」（1964年）
  - 第413回「娘は娘、母は母その3」（1964年）
  - 第454回、第455回「太陽がまぶしい」（1965年）
  - 第481回「片想い」（1966年）
  - 第505回「女と味噌汁その5」（1966年） - 小川正二の父
  - 第586回「はたる放生」（1968年）
  - 第641回「雪の炎」（1969年）
  - 第646回「24才その7」（1969年）
  - 第667回「ゴンズイとキス」（1969年）
  - 第672回「一本刀土俵入り」（1969年）
  - 第684回「二代目」（1970年）
  - 第718回「釣忍」（1970年）
  - 第723回「下町の女その1」（1970年） - 小村良吉
  - 第750回「銀の海」（1971年）
  - 第764回「24才その11」（1971年）
  - 第824回「一枚看板」（1972年）
  - 第835回「あによめ」（1972年）
  - 第872回「秋の蛍」（1973年）
  - 第945回「明日もまた」（1975年）
  - 第991回「嘘」（1975年）
  - 第997回「ああ泣いて血を吐くほととぎす」（1976年）
  - 第1043回「霧の日の童話」（1976年）
  - 第1196回「牛を売りに来た女」（1979年） - 室田刑事
  - 第1305回「ホンカン仰天す」（1981年） - 森井老人
- 雑草の歌 第11回「母ひとすじに」（1958年、NTV）
- ダイヤル110番（NTV）
  - 第42話「家族は五人いた」（1958年）
  - 第84話「顔」（1959年）
- コロちゃんの冒険（1959年、NET / 東映）
- テレビ劇場（NHK）
  - 空白の意匠（1959年）
  - 昭和新山（1963年）
- NECサンデー劇場（NET）
  - からすなぜ泣くの（1959年）
  - レミは生きている（1960年）
  - 命あるかぎり（1961年）
- 剣豪秘伝（1960年、NET）
  - 第1回「秘剣」
  - 第5回「盲刀」
  - 第11回、第12回「伊藤一刀斎」
- サスペンスタイム（1960年、NET）
  - 第12回「私は殺される」
  - 第14回「噂」
- 東芝土曜劇場（CX）
  - 第83回「陥穽」（1960年）
  - 第86回「失われた特別休暇」（1960年）
  - 第100回「消えたバス」（1961年） - 三村刑事
  - 第120回「黒い穽」（1961年）
  - 第128回「宿家書房の終焉」（1961年）
  - 第131回「破戒裁判」（1961年） - 天野
- サンヨーテレビ劇場 / 勝敗（1960年、HBC）
- 侍 第9回「日日平安」（1961年、CX）
- プリンススリラー劇場 / ひとり芝居（1961年、CX）
- 松本清張シリーズ・黒い断層 第35回、第36回「声」（1961年、TBS）
- 人生の四季（NTV）
  - 第15回「わらび」（1961年）
  - 第55回「あだ花の」（1962年）
- シャープ火曜劇場（CX）
  - 第3回「哀愁日記」（1961年）
  - 第37回「乳母車」（1962年）
  - 第68回「孤愁」（1962年） - 園原周平
- 判事よ自らを裁け（1961年、TBS） - 高松
- 松本清張シリーズ・黒の組曲（1962年、NHK）
  - 第4回「共犯者」
  - 第13回「巻頭句の女」 - 麦人
- 文芸アワー / 田舎教師（1962年、NTV）
- 女の園（NHK）
  - 第32回「その歳月」（1962年）
  - 第66回「旅ごころ」（1963年）
- 名作推理劇場 / 警部の娘（1963年、NET）
- 文芸劇場（NHK）
  - 第59回「世はさまざまの」（1963年）
  - 第98回「春風秋雨」（1964年）
- 近鉄金曜劇場（TBS）
  - 倒産（1963年）
  - 灰燼（1963年）
  - 散華（1964年）
  - 徴税日誌（1965年）
- 判決（NET）
  - 第20話「発芽」（1963年）
  - 第46話「生還」（1963年）
  - 第55話「北僻の人」（1963年）
  - 第144話「花嫁衣装」（1965年）
  - 第197話「やくざ」（1966年）
- ポーラ名作劇場（MBS）
  - 西陣の蝶（1963年） - 田島与吉
  - みおつくし（1965年）
- 講談ドラマ / 安中草三郎（1963年、NHK）
- 短い短い物語 第110回「警笛」（1963年、NET）
- 日本映画名作ドラマ（NET）
  - 息子の縁談（1963年）
  - わが恋の墓標（1964年）
  - 二丁目の角の物語（1964年）
  - 他人のこと（1964年）
- 嫁ぐ日まで 第37回「影の女」（1963年、CX）
- おかあさん 第208回「叱られる」（1963年、TBS）
- 娘の結婚 第8回「ある日突然に」（1963年、NTV）
- 大河ドラマ (NHK)
  - 赤穂浪士（1964年） - 長恩
  - 天と地と（1969年） - 昭田常陸介
  - 樅ノ木は残った（1970年） - 和尚
  - 春の坂道（1971年） - 前田利家
  - 新・平家物語（1972年） - 藤原秀衡
  - 元禄太平記（1975年） - 小野寺十内
  - 獅子の時代（1980年） - 平沼助右衛門
- 七人の刑事 第121話「不運な依頼人」（1964年、TBS）
- 新日本百景 第39回「三代 姫路」（1964年、NHK）
- 事件記者 第187話「影の男」（1964年、NHK）
- 風雪（NHK）
  - 銀座古事記（1964年） - 刀剣屋徳十
  - 道は六百八十里（1965年） - 陸奥宗光
  - 女優須磨子（1965年） - 坪内逍遥
- NHK劇場（NHK）
  - ぼたんにちんでん（1964年）
  - そして夜になった（1965年）
  - エプロン記者（1966年）
  - 象と幽霊たち（1966年）
- それからの武蔵（1964年、MBS） - 丸目蔵人
- テレビ指定席（NHK）
  - ある判決以前（1965年）
  - シャルル四世（1966年）
- シオノギテレビ劇場（CX）
  - 片岡千恵蔵アワー・落城（1965年）
  - 終末の刻（1966年）
  - 山本周五郎シリーズ・法師川八景（1967年）
  - 若狭の女（1967年）
- 家庭劇場 第40回「霧夜狸」（1966年、NHK）
- ザ・ガードマン（TBS / 大映テレビ室）
  - 第44話「コンクリートの下」（1966年）
  - 第59話「人喰い鮫」（1966年）
  - 第61話「ダイヤモンドの歌が聞こえる」（1966年）
  - 第68話「赤い関係」（1966年）
  - 第86話「悪者たちは死んだ」（1966年）
  - 第148話「風と火の呪い」（1968年）
  - 第222話「怪談・吸血鬼」（1969年）
  - 第227話「怪談・霧の夜に殺人鬼が笑う」（1969年）
  - 第291話「バクチで稼ごう! 団地奥さん」（1970年）
  - 第325話「200億の鍵は記憶を失った女」（1971年）
  - 第339話「追い出された花嫁は復讐する」（1971年）
- 今井正アワー（1966年、NET）
  - 初夜 - 蕪木兵介
  - 海の心の通うとき
- 泣いてたまるか（TBS）
  - 第10話「さらば飛行服」（1966年）
  - 第75話「東京よいとこ」（1968年）
- 木下恵介アワー（TBS）
  - 記念樹（1966年） - 弥左衛門
  - 二人の世界（1970年） - ラーメン屋の親爺
- 三匹の侍（CX）
  - 第4シリーズ 第12話「悪銭」（1966年） - 坂部和馬
  - 新三匹の侍 第3話「狂い斬り闇を裂く」（1970年） - 石田右衛門
- 部長刑事 第436話「殺意」（1967年、ABC）
- 剣 第15回「あだ花」（1967年、NTV） - 嘉兵衛
- お庭番 第13 - 16回「鎖」（1968年、NTV）
- ローンウルフ 一匹狼 第17話「限りなき逃亡」（1968年、NTV / 東映）
- おんなの劇場 （CX）
  - 霧の旗（1969年）
  - 吉野太夫（1970年） - 灰屋紹由
- 銭形平次（CX）
  - 第178話「盗まれた首」（1969年） - 仁造
  - 第264話「命を売った男」（1971年） - 仁助
  - 第330話「沈黙の訴え」（1972年） - 久兵ヱ
  - 第412話「お父っつあんの十手」（1974年）
  - 第431話「かわいい娘」（1974年） - 龍神の音右ヱ門
  - 第622話「おやじ」（1978年） - 文造
  - 第697話「三味線慕情」（1979年） - 桂千寿太夫
  - 第763話「浮世絵の女」（1981年） - 国重
  - 第786話「白菊ざんげ」（1981年） - 以蔵
- ポーラテレビ小説 / 安ベエの海（1969年 - 1970年、TBS）
- 燃えよ剣 第1話「新選組前夜」（1970年、NET） - 孫六
- ありがとう（1970年、TBS / テレパック） - 鶴田幾平
- 柳生十兵衛 第7話「烏城の剣豪」（1970年、CX / 東映） - 昔日庵
- 銀河ドラマ（NHK）
  - 面影（1970年） - 羽鳥御風
  - 霧の壁（1970年） - 相沢洋平
- 大江戸捜査網（12ch→TX / 日活→三船プロ）
  - 第10話「天狗に踊る黒い影」（1970年） - 樽屋茂左衛門
  - 第79話「てまり騒動危機一髪」（1971年） - 庄兵衛
  - 第226話「怒りの虚無僧狩り」（1976年） - 脇坂玄蕃
  - 第249話「謎の土蔵破り」（1976年） - 仕掛けの半兵衛
  - 第263話「ふたり隠密、華麗に参上!」（1976年） - 日源和尚
  - 第276話「無残! 盗っ人秘録」（1977年） - 喜太郎
  - 第530話「秘伝七ヶ條を追う女武芸者」（1982年） - 宍戸泰軒
- 火曜日の女シリーズ クラスメート -高校生ブルース- （1971年、NTV）- 市川先生
- 土曜日の女シリーズ 天使が消えていく（1973年、NTV）
- 徳川おんな絵巻（1971年、KTV）
  - 第19話、第20話「可愛い悪魔」 - 大越甚左衛門
  - 第23話、第24話「年上の佳人」 - 松平忠矩
- 大忠臣蔵（1971年、NET） - 矢頭長助
- 遠山の金さん捕物帳（NET / 東映）
  - 第35話「蒸発した女」（1971年） - 越後屋吉兵ヱ
  - 第108話「煮え湯を飲んだ男」（1972年） - 嘉七
- キイハンター 第163話「南の海を渡る殺人部隊」（1971年、TBS / 東映）
- 特別機動捜査隊 第496話「闇の中」（1971年、NET / 東映）
- 白雪姫と七人の悪党たち（1971年、ABC） - たそがれの長
- 鬼平犯科帳（NET / 東邦）
  - 第1シリーズ 第48話「密通」（1970年） - 天野彦八郎
  - 第2シリーズ 第10話「隠居金七百両」（1971年） - 堀切の次郎助
- 一心太助 第20話「駆落ち者です今晩は!」（1972年、CX / 国際放映） - 東海屋松五郎
- 天皇の世紀 第13話、最終話「壊滅」（1972年、ABC） - 武田耕雲斎
- 木枯し紋次郎（CX / C.A.L）
  - 第1部 第3話「峠に哭いた甲州路」（1972年） - 次郎衛門
  - 第2部 第8話「獣道に涙を棄てた」（1973年） - 加納屋善左衛門
- 銀河テレビ小説（NHK）
  - 楡家の人々（1972年） - 勝俣秀吉
  - 冬の稲妻（1982年）
- 少年ドラマシリーズ（NHK）
  - どっちがどっち（1972年） - 武左衛門
  - 兎の眼（1976年） - バクじいさん
- 忍法かげろう斬り 第17話「おんなを捨てた女」（1972年、KTV / 東映） - 中川久右衛門
- 眠狂四郎 第2話「女怨に剣が哭いた」（1972年、KTV / 東映）
- 長谷川伸シリーズ 第7話「一本刀土俵入（後編）」（1972年、NET / 東映）
- 日本の嫁シリーズ（ABC）
  - 嫁ふたり（1972年） - 二階堂良庵
  - 嫁サこらんしょ（1973年） - 善吉
- 必殺シリーズ（ABC / 松竹）
  - 必殺仕掛人 第17話「花の吉原 地獄の手形」（1972年） - 大庄屋・庄右衛門
  - 助け人走る 第15話「悪党大修行」（1974年） - さそりの銀平
- しがらき物語（1972年、NET）
- 赤ひげ 第34話「短夜」（1973年、NHK） - 源次郎
- 走れ!ケー100 第15話「ほんとにきちゃった海賊船」（1973年、TBS / C.A.L） - ミドリちゃんのおじいさん
- 木曽街道いそぎ旅 第10話「御獄宿に嫁いだ女」（1973年、CX / C.A.L） - 半造
- それぞれの秋（1973年、TBS） - 繁谷
- 唖侍鬼一法眼 第3話「火炎の街道」（1973年、NTV / 勝プロ） - 庄屋・左衛門
- どっこい大作 第59話、第60話（1974年、NET）- 篠田勘兵衛
- 大久保彦左衛門 第15話「毒茶献上」（1974年、KTV） - 安藤弥五郎
- ぶらり信兵衛 道場破り 第26話「悪い道場 良い道場」（1974年、CX / 東映） - 榊一念
- アドベンチャーコメディ 夏の家族 第7話「パイポ変身ス!」（1974年、CX / 国際放映） - 謎の紳士
- 非情のライセンス（NET / 東映）
  - 第1シリーズ 第40話「兇悪の望郷」（1974年） - 真中組組長
  - 第2シリーズ
    - 第8話「兇悪の燦めき」（1974年） - 伊能正幸
    - 第29話「兇悪の武者人形」（1975年） - 荻野部長刑事
- 子連れ狼（NTV / ユニオン映画）
  - 第2部 第4話「しぐれ待ち」（1974年） - 井上周防
  - 第3部 第3話「来ない明日へ」（1976年） - 居形三郎兵衛
- 水戸黄門（TBS / C.A.L）
  - 第2部（1970年）
    - 第11話「四人の無法者 -能代-」 - 伝二
    - 第16話「佐渡恋情 -佐渡-」

  - 第5部 第9話「黒い奉書紙 -福井-」（1974年） - 藤兵衛
  - 第6部 第5話「おてもやんの初恋 -熊本-」（1975年） - 蟹の政どん
  - 第7部 第11話「津軽こぎん -弘前-」（1976年） - 万造
  - 第8部 第7話「助さんの身替り亭主 -掛川-」（1977年） - 平右衛門
  - 第9部 第15話「名工二代輪島塗り -輪島-」（1978年） - 太兵衛
  - 第11部 第23話「鎌倉彫にかけた意地 -鎌倉-」（1981年） - 宗左衛門
  - 第12部 第25話「嘘を承知で親孝行 -富岡-」（1982年） - 花岡屋嘉三郎
  - 第14部 第5話「三年味噌に賭けた意地 -仙台-」（1983年） - 古木屋
  - 第16部 第20話「九谷焼に賭けた兄弟愛 -大聖寺-」（1986年） - 杏雲堂泉右衛門
- 大岡越前（C.A.L / TBS）
  - 第4部 第7話「形見の観音像」（1974年） - 伍平
  - 第5部 第14話「将軍様の人情裁き」（1978年） - 原田孫太夫
- 太陽にほえろ!（NTV / 東宝）
  - 第113話「虫けら」（1974年） - 高森
  - 第269話「みつばちの家」（1977年） - 田沼幸平
  - 第391話「黄色いボタン」（1980年） - 高坂十造
- 事件狩り 第7話「魔がさした若い二人」（1974年、TBS / 大映テレビ）
- 傷だらけの天使 第5話「殺人者に怒りの雷光を」（1974年、NTV / 東宝） - 千早組組長
- 破れ傘刀舟悪人狩り 第26話「生きていた女」（1975年、NET / 三船プロ） - 近江屋利兵衛
- 座頭市物語 第23話「心中あいや節」（1975年、CX / 勝プロ） - 作衛門
- けんか安兵衛 第11話「仇討たれ」（1975年、KTV） - 早乙女又十郎
- 土曜劇場 / 赤ちゃんがいっぱい（1975年、CX） - 剛造
- プレイガールQ　第45話「風に逆らうメス狼」（1975年、12ch / 東映） - 吉峰周平
- 長崎犯科帳 第26話「さよなら長崎 また来るぜ」（1975年、NTV / ユニオン映画） - 原島三左衛門
- はぐれ刑事 第5話「偽証」（1975年、NTV / 国際放映） - 元刑事・土井良一
- 前略おふくろ様（1975年、NTV） - 渡辺甚吉
- 土曜ドラマ / 松本清張シリーズ・中央流沙（1975年、NHK） - 西秀太郎
- 遠山の金さん 杉良太郎版 第１シリーズ 第60話「裏切りを覗いた女」（1976年、NET/東映） -黒犬の松五郎
- 十手無用 九丁堀事件帖 第20話「奈落の花」（1976年、NTV / 東映） - 七五郎
- 夫婦旅日記 さらば浪人 第2話「春の城下町」（1976年、CX / 勝プロ）
- 俺たちの旅 第29話「生きるのがへたな男もいるのです」（1976年、NTV / ユニオン映画） - 森口平一郎
- 夜明けの刑事 第82話「裏切りの烙印に賭ける!!」（1976年、TBS / 大映テレビ） - 仁内組長
- 火曜日のあいつ 第19話「断崖落下!親子が泣いた見返り峠」（1976年、TBS / 東宝） - 正助
- Gメン'75（TBS / 東映）
  - 第47話「終バスの女子高校生殺人事件」（1976年） - 三浦春子の祖父　三浦源一郎
  - 第117話「日本降伏32年目の殺人」（1977年） - 藤作
  - 第135話「死んだ人からの緊急電話」（1977年） - 植村喜八
- 伝七捕物帳 第129話「愛の絆に灯がともる」（1976年、NTV / ユニオン映画） - 立花屋清五郎
- 桃太郎侍（NTV / 東映）
  - 第8話「この芋五十六文なり」（1976年） - 与平ヱ
  - 第115話「つっぱりすぎた欲の皮」（1978年）
- 横溝正史シリーズ（MBS）
  - 横溝正史シリーズ / 悪魔が来りて笛を吹く （1977年、東宝） - 玉虫公丸
  - 横溝正史シリーズII / 真珠郎（1978年、映像京都） - 和尚
- 俺たちの朝 第32話「酔っぱらいと腕のいい経理マンとタマネギの皮」（1977年、NTV / 東宝） - 西脇源三
- 男たちの旅路 第3部 第1話「シルバー・シート」（1977年、NHK） - 辻本
- 菜の花の女（1977年、KTV） - 信賢
- 特捜最前線（ANB / 東映）
  - 第36話「傷痕・夜明けに叫ぶ男」（1977年） - 伊丹仙吉
  - 第212話「地図を描く女!」（1981年）-砂田清
  - 第253話「注射器を持った狼!」（1982年）
  - 第464話「埋み火・闇に濡れる哀切のルージュ!」（1986年）
- 白いシリーズ
  - 白い波紋（1977年、TBS） - 中西六兵衛
  - 白い巨塔（1978年、CX） - 大河内清作
- 江戸を斬るIII 第6話「すった財布が縁結び」（1977年、TBS / C.A.L） - 吉兵衛
- 達磨大助事件帳 第9話「夜明けの父娘」（1977年、ANB / 前進座 / 国際放映） - 仁兵衛
- 日本の戦後 第3集「酒田紀行」（1978年、NHK） - 本間信吉
- 土曜ワイド劇場（ANB）
  - 目撃者なし（1978年）
  - 田舎刑事 第2作「旅路の果て」（1978年）
  - 血痕（1979年）
  - 幽霊シリーズ 第4作「幽霊湖の花嫁」（1979年） - 内藤雄造
  - 松本清張の種族同盟 湖上の偽装殺人事件（1979年） - 杉山精吉
  - 二重結婚（1980年）
  - 松本清張の地の骨（1980年）
  - 恐怖の人喰い鱶 鱶女（1980年）
  - 映画スター殺人事件（1981年）
  - 北海道殺人旅行・わたしの婚約日記（1981年）
  - 女教師 白い肌の記憶（1983年）
  - 西村京太郎トラベルミステリー 第5作「東北新幹線殺人事件」（1984年）
  - 家政婦は見た! 第4作「華やかなエリート家族の乱れた秘密」（1986年） - 甲元琢見
  - 女弁護士 朝吹里矢子 第9作「相続欠格の謎」（1987年） - 春日大造
  - 未亡人志願の女（1989年）
- 破れ新九郎 第2話「えん魔がくれた千両箱」（1978年、ANB / 中村プロ） - 正助
- 風鈴捕物帳 第9話「父娘を結ぶ銀の駒」（1978年、ANB / 東映） - 銀駒の仁平
- 疾風同心 第5話「蘇えった父娘の絆」（1978年、12CH / C.A.L） - 半兵衛
- 同心部屋御用帳 江戸の旋風IV 第6話「父ありき」（1978年、CX / 東宝） - 富蔵
- 柳生一族の陰謀 第19話「髪の罠」（1979年、KTV / 東映） - 伊達政宗とその影武者
- 新五捕物帳 第54話「岡っ引きの唄」（1979年、NTV / ユニオン映画） - 象潟仁助
- 陽はまた昇る 第1話「第三外科病棟」（1979年、CX） - 石黒常吉
- ちょっとマイウェイ 第6話「オレンジシャーベットサービスよ」（1979年、NTV） - 渡辺彦吉
- ゴールデンドラマシリーズ / ささやかな設計（1980年、CX）
- 頓珍館おやじ 第9話「丑寅びっくり! 結婚話」（1980年、NET） - 今西泰助
- 裸の大将放浪記 第3話「人の心は顔ではわからないので」（1980年、KTV）
- 大捜査線 第28話「贋札遊戯」（1980年、CX） - ニセ札師・ホリケン
- 江戸の朝焼け 第15話「風流深川おんな狐」（1980年、フジテレビ ） - 江戸屋喜兵衛
- 噂の刑事トミーとマツ 第1シリーズ 第37話「トミマツのダンシングオールナイト」（1980年、TBS / 大映テレビ） - 山口修三郎社長
- 新春ワイド時代劇（TX）
  - それからの武蔵（1981年）
  - 花の生涯 井伊大老と桜田門（1988年） - 犬塚外記
- 時代劇スペシャル（CX）
  - 快傑黒頭巾（1981年） - 山鹿士行
  - 御金蔵破り 佐渡の金山を狙え!!（1983年、東映） - 庄右衛門
- 森繁久彌のおやじは熟年 第9話「よい嫁? 悪い嫁?」（1981年、NET） - 高松
- いのち燃ゆ（1981年、NHK） - 嘉右衛門
- 木曜ゴールデンドラマ (YTV)
  - 松本清張の強き蟻（1981年）
  - 裁かれる母性（1983年）
  - 松本清張サスペンス・六畳の生涯（1987年）
- 雄気堂々・若き日の渋沢栄一（1982年、NHK） - 渋沢市郎右衛門
- 吉宗評判記 暴れん坊将軍 第207話「しばし名残の八百八町」（1982年、ANB / 東映） - 治助
- 同心暁蘭之介 第45話「同心哀話」（1982年、CX / 杉友プロ） - 大沢伝右衛門
- ザ・サスペンス / 骨肉の家（1983年、TBS）
- 月曜ワイド劇場 / 子供たちの復讐 開成高校生殺人事件」（1983年、ANB）
- 日本の面影（1984年、NHK） - 稲垣万右衛門
- 弐十手物語 第6話「売れ残り」（1984年、CX / 東映）
- オレゴンから愛 第7話「SUMMER3」（1984年、CX） - 山村新造
- 暴れ九庵 第5話「神の心子知らず」（1984年、KTV / 東宝） - 滝川釈雲坊
- すみれさんが行く（1985年3月25日、NHK） - 大崎光太
- 火曜サスペンス劇場 / 心身症の犬（1985年3月26日、NTV） - 北川
- 真田太平記（1985年 - 1986年、NHK） - 矢沢頼綱
- パパ合格ママは失格（1986年、NTV) - 矢頭義一
- 年末時代劇スペシャル（NTV / ユニオン映画）
  - 忠臣蔵（1985年） - 堀部弥兵衛
  - 白虎隊（1986年） - 時守りの老人
  - 田原坂（1987年） - 徳之島の老人
- 女ふたり捜査官 第15話「愛を盗んだ女スリ」（1987年、ABC / テレパック）
- 京都かるがも病院 第17話「終りなき青春」（1987年、ANB / 東映）
- スケバン刑事III 少女忍法帖伝奇 第12話「明かされた風魔一族の宿命」（1987年、CX / 東映） - 海覚上人
- 今朝の秋（1987年10月24日、NHKドラマスペシャル） - 木原幹二

### ドキュメンタリー
- NHK特集「老優たちの日々」（1986年6月15日、NHK）[15]

### ラジオドラマ
- ベルリンが歌っていた（1986年11月22日、NHK） - 老ユダヤ人

### 舞台
- かもめ（1950年、劇団民藝） - トリゴーリン
- その妹（1951年、劇団民藝） - 高峯
- 女の一生（1967年、文学座） - 伸太郎

### CM
- 大日本除虫菊　金鳥マット - （1986年、掛布雅之、坊屋三郎、曾我廼家五郎八と共演）